# Бјевр (Ардени)
Бјевр (фр. Bièvres) насеље је и општина у североисточној Француској у региону Шампањ-Арден, у департману Ардени која припада префектури Седан.
По подацима из 2011. године у општини је живело 62 становника, а густина насељености је износила 8,49 становника/km². Општина се простире на површини од 7,3 km². Налази се на средњој надморској висини од 241 метар.

## Демографија
| 1962. | 1968. | 1975. | 1982. | 1990. | 1999. | 2011. |
| ----- | ----- | ----- | ----- | ----- | ----- | ----- |
| 116   | 119   | 107   | 87    | 75    | 66    | 62    |

График промене броја становника у току последњих година